# Gamundia
Gamundia é um gênero fúngico pertencente à família Tricholomataceae, da ordem Agaricales. O gênero contém seis espécies encontradas na Europa e em regiões temperadas da América do Sul.

## Espécies
Abaixo estão listados os gêneros e suas espécies:
- G. hygrocyboides
- G. leucophylla
- G. lonatii
- G. metuloidigera
- G. striatula
- G. xerophila